# Kärlekens tunga
"Kärlekens tunga" är en låt skriven av Plura Jonsson, och ursprungligen framförd av Eldkvarn, som gav ut sin version på singel 1988. Låten fanns även med på studioalbumet Kungarna från Broadway som kom samma år.

## Historia
Plura skrev musiken på Hasselö hösten 1987, men fick inte till någon text. När han kom hem till Stockholm hade Pluras dåvarande flickvän Kajsa Grytt lämnat honom. Plura skrev då texten bedövad av svartsjuka och alkohol. Plura flyttade hem till Mauro Scocco och sov på en madrass under Mauros syntar. Kärlekens tunga var den sista låten som blev klar till Kungarna från Broadway.
Låten framförs ofta på bandets livespelningar och finns även med på liveskivorna Cirkus Broadway (1989), Tempel av alkohol (1994), Kärlekens törst (2002) och Svart gig (2007). Dessutom finns den med på samlingsalbumen Eldkvarns bästa (2000) och Stans bästa band (2011).

## Coverversioner
Popduon Paus gjorde en cover på låten till hyllningsalbumet Plura 50, en hyllningsplatta (2001).
Marie Bergman spelade in låten på albumet Det liv du får (2009).
September hade 2010-2011 en coverhit med låten, som även låg på albumet Love CPR. Detta efter att hon framfört den i Så mycket bättre 2010. Septembers version gick den 29 maj 2011 in på Svensktoppen.

## Listplaceringar

### September
| Lista (2010-2011) | Topplacering |
| ----------------- | ------------ |
| Sverige           | 6            |